# 全希哲
全 希哲（チョン・ヒチョル、ハングル表記：전희철、英：Chun Hee Chul、1973年6月26日 - ）は、大韓民国のプロバスケットボール選手、引退後コーチを経て監督。ポジションはセンター・フォワード。198cm。ソウル特別市出身。
高麗大学卒業後、大邱オリオンズでプロキャリアを開始。その後全州KCCイージス、ソウルSKナイツでプレー。
韓国代表として1997年アジア選手権優勝、2002年アジア大会金メダルに貢献。アトランタ五輪にも出場した。
引退後はソウルSKナイツのアシスタントコーチ。2021年4月、ソウルSKナイツの監督に就任し、2021-2022年シーズンにおいて、チームを初の統合優勝に導いた。